# Precognición

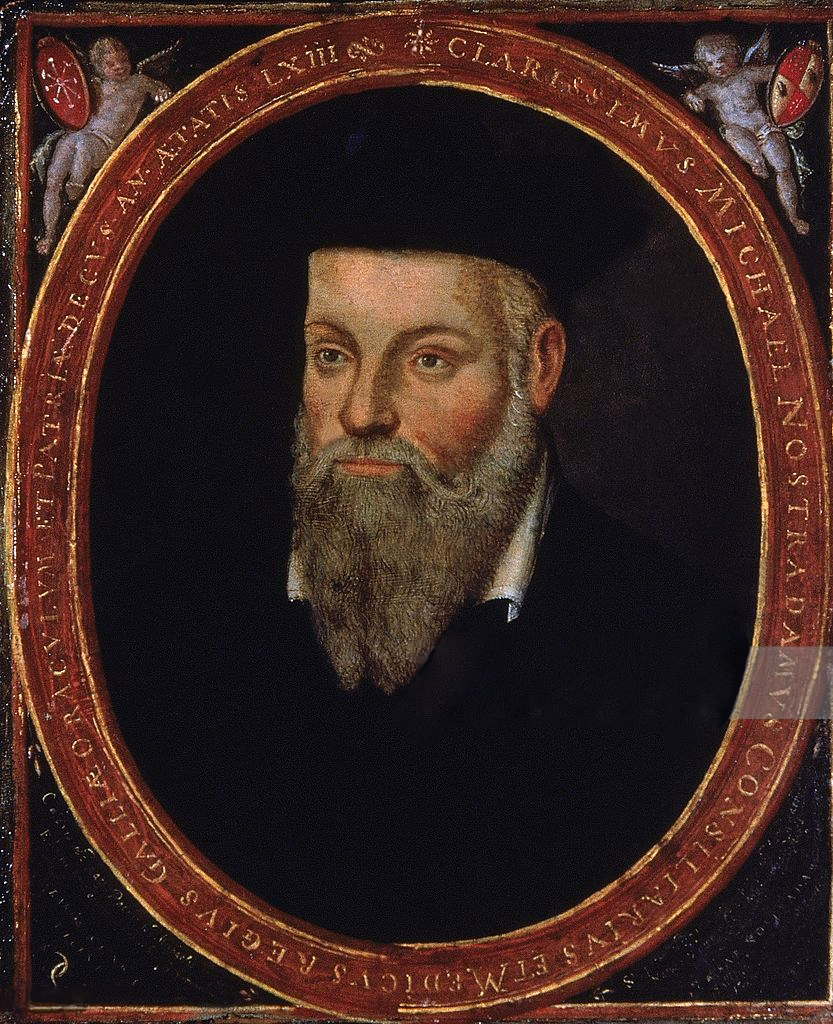
Nostradamus es considerado uno de los "adivinos" más conocidos en el mundo. Escribió muchas de sus visiones en distintos libros.

La precognición (del latín prae-, "antes" y cognitio, "adquisición de conocimiento"), también llamada presciencia o premonición, es la supuesta capacidad psíquica para conocer o ver eventos en el futuro.
Al igual que con otros fenómenos paranormales, no hay evidencia científica de que la precognición sea real y se la considera pseudociencia cuando es presentada como fáctica. La precognición también violaría el principio de causalidad, el cual plantea que un efecto no puede ocurrir antes de su causa.

## Historia

### Antigüedad
Desde la antigüedad, la precognición se ha asociado con estados de trance y sueños involucrados en fenómenos como la profecía y la adivinación, así como las premoniciones de vigilia. Estos fenómenos fueron ampliamente aceptados y los informes han persistido a lo largo de la historia, con la mayoría de los casos apareciendo como sueños premonitorios.
Tales afirmaciones de ver el futuro siempre han tenido sus críticos escépticos. Aristóteles llevó a cabo una investigación sobre sueños supuestamente proféticos en su tratado De la adivinación por el sueño. En este afirma que, si bien aceptaba que "es bastante concebible que algunos sueños puedan ser símbolos y causas [de eventos futuros]", también creía que "la mayoría de los sueños supuestamente llamados proféticos, deberían clasificarse como meras coincidencias..." Mientras que Demócrito había sugerido que las emanaciones de eventos futuros podrían enviarse de vuelta al pasado hasta el soñador. Aristóteles propuso que, más bien, fueron las impresiones sensoriales del soñador las que llegaban al evento.

### Siglos XVII-XIX
El término "precognición" apareció por primera vez en el siglo XVII, pero no se volvió de uso común entre los investigadores hasta mucho más tarde.
Una de las primeras investigaciones sobre afirmaciones de precognición fue publicada por el misionero P. P. Boilat en 1883. Afirmó haber formulado una pregunta tácita a un médico brujo africano de quien desconfiaba. Contrariamente a sus expectativas, el médico brujo le habría dado la respuesta correcta sin haber escuchado la pregunta.

### Principios del siglo XX
A principios del siglo XX, John William Dunne, un ingeniero aeronáutico británico, experimentó varios sueños que consideró premonitorios. Desarrolló técnicas para registrarlos y analizarlos, identificando cualquier correspondencia entre sus experiencias futuras y sus sueños registrados. Informó de sus hallazgos en su libro de 1927 Un experimento con el tiempo. En él alega que el 10% de sus sueños parecía incluir algún elemento de experiencia futura. También persuadió a algunos amigos para que probaran el experimento ellos mismos, con resultados variados. Dunne concluyó que los elementos precognitivos en los sueños son comunes y que muchas personas los tienen sin saberlo. También sugirió que la precognición de los sueños no hacía referencia a cualquier tipo de evento futuro, sino específicamente a las experiencias futuras del soñador. Fue llevado a esta idea cuando descubrió que el sueño de una erupción volcánica parecía prever no el desastre en sí, sino la posterior lectura errónea de un relato inexacto en un periódico. En 1932 ayudó a la Sociedad para la Investigación Psíquica (SPR por sus siglas en inglés) a realizar un experimento más formal, pero él y el investigador principal de la Sociedad, Theodore Besterman, no lograron ponerse de acuerdo sobre la importancia de los resultados. No obstante, el filósofo CD Broad comentó que "la única teoría que conozco que parece digna de consideración es la propuesta por el Sr. Dunne en su Experimento con el tiempo".
En 1932, el hijo de Charles Lindbergh fue secuestrado, asesinado y enterrado entre árboles. Los psicólogos Henry Murray y DR Wheeler pusieron a prueba los sueños precognitivos invitando al público a informar sobre los sueños acerca del niño. Se notificaron un total de 1300 sueños. Solo el cinco por ciento propuso al niño muerto y solo 4 de los 1300 imaginó la ubicación de la tumba entre árboles. Esta proporción no es la esperable por simple casualidad.
El primer programa de investigación organizado sobre precognición fue instituido por Joseph Banks Rhine en la década de 1930 en el Laboratorio de Parapsicología de la Universidad Duke. Rhine utilizó un método de emparejamiento de elección forzada en el que los participantes adivinaban el orden de una baraja de 25 cartas, cada cinco de las cuales tenía uno de cinco símbolos geométricos. Aunque sus resultados fueron aparentemente positivos e inicialmente obtuvieron cierta aceptación académica, más tarde se demostró que sus métodos eran defectuosos y los investigadores posteriores que utilizaron procedimientos más rigurosos no pudieron reproducir sus resultados. Sus matemáticas eran a veces defectuosas, los experimentos no eran doble ciego o incluso necesariamente simple ciego y algunas de las cartas que había que adivinar eran tan delgadas que el símbolo podía verse desde el otro lado del material.
Samuel G. Soal fue descrito por Rhine como uno de sus críticos más duros, realizando muchos experimentos similares con resultados totalmente negativos. Sin embargo, alrededor de 1940 realizó experimentos de PES de elección forzada en los que un sujeto intentaba identificar cuál de las cinco imágenes de animales estaba mirando un sujeto en otra habitación. Su desempeño en esta tarea fue el mismo esperable por azar, pero cuando los puntajes se compararon con la tarjeta que venía después de la tarjeta objetivo, tres de los trece sujetos mostraron una tasa de aciertos muy alta. Rhine describió entonces el trabajo de Soal como "un hito en el campo". Sin embargo, los análisis de los hallazgos de Soal, realizados varios años después, concluyeron que los resultados positivos eran más probablemente el resultado de un fraude deliberado. La controversia continuó durante varios años más, hasta que en 1978, el estadístico Betty Markwick, buscando reivindicar a Soal, descubrió que él había alterado sus datos. Los resultados experimentales originales no mostraban evidencia de precognición.

### Finales del siglo XX
A medida que se dispuso de tecnología más moderna, se desarrollaron técnicas de experimentación más automatizadas que no dependían del registro manual de los aciertos y equivalencia entre objetivos y conjeturas, y en las que los objetivos podían probarse al azar de forma más fiable y sencilla. En 1969, Helmut Schmidt introdujo el uso de generadores de eventos aleatorios (REG) de alta velocidad para las pruebas de precognición, y también se llevaron a cabo experimentos en el Laboratorio de Investigación de Anomalías de Ingeniería de Princeton. Una vez más, se encontraron fallas en todos los experimentos de Schmidt, cuando el psicólogo CEM Hansel descubrió que no se tomaron varias precauciones necesarias para impedir fraudes.
En 1963, el programa de televisión de la BBC, Monitor, emitió un llamado del escritor JB Priestley a presentar experiencias que desafiaran nuestra comprensión del Tiempo. Recibió cientos de cartas en respuesta y creía que muchas de ellas describían sueños precognitivos genuinos.
En 2014, el locutor de BBC Radio 4, Francis Spufford, revisó el trabajo de Priestley y su relación con las ideas de JW Dunne.
David Ryback, un psicólogo de Atlanta, utilizó un enfoque de encuesta mediante cuestionario para investigar los sueños precognitivos en estudiantes universitarios. Su encuesta con más de 433 participantes mostró que 290 o el 66,9 por ciento informó alguna de forma de sueño paranormal. Rechazó muchos de estos informes, pero afirmó que el 8,8 por ciento de la población estaba teniendo sueños precognitivos reales.
GW Lambert, un exmiembro del Consejo de la SPR, propuso cinco criterios que debían cumplirse antes de que el relato de un sueño precognitivo pudiera considerarse creíble:
1. El sueño debe ser informado a un testigo creíble antes del evento.
2. El intervalo de tiempo entre el sueño y el evento debe ser corto.
3. El evento debe ser inesperado en el momento del sueño.
4. La descripción debe ser de un evento destinado a ocurrir de forma literalmente, y no simbólica.
5. Los detalles del sueño y el evento deben coincidir.

### Siglo XXI
En 2011, el psicólogo Daryl Bem, profesor emérito de la Universidad Cornell, publicó hallazgos que muestran supuesta evidencia estadística de la precognición en un diario científico de alto nivel, la Revista de Personalidad y Psicología Social. El artículo fue muy criticado y la crítica se amplió para incluir la revista en sí y la validez del proceso de revisión por pares en la misma.
La controversia pública sobre el artículo continuó hasta que en 2012 se publicaron los resultados de un intento independiente de reproducir los resultados de Bem, los cuales fueron negativos.

## Críticas científicas
Las afirmaciones de precognición están, como cualquier otra afirmación, abiertas a la crítica científica. Sin embargo, la naturaleza de la crítica debe adaptarse a la naturaleza de la afirmación.
Las afirmaciones de precognición son criticadas por dos motivos principales:
- No se conoce ningún mecanismo científico que permita la precognición. Parece requerir acción a distancia o efectos telepáticos, que son contrarios las leyes científicas conocidas.[35]
- Existe una gran cantidad de trabajo experimental sobre el tema que sin embargo no ha producido evidencia científica que sustente la existencia de la precognición.

En consecuencia, la precognición es ampliamente considerada una pseudociencia.

### Violación de las leyes de la naturaleza
La precognición violaría el principio de causalidad, el cual establece que un efecto no ocurre antes que su causa. La información que pasa hacia atrás en el tiempo tendría que ser transportada por partículas físicas que hagan lo mismo. La evidencia experimental de la física de alta energía sugiere que esto no puede suceder. Por lo tanto, no existe una justificación directa para la precognición a partir de la física ".
La precognición contradice "la mayor parte de la literatura sobre neurociencia y psicología, desde la electrofisiología y la neuroimagen hasta los efectos temporales encontrados en la investigación psicofísica". Es considerada un delirio por la psiquiatría convencional.
El descubrimiento relativamente nuevo de evidencia de retrocausalidad cuántica a veces se sugiere como un posible mecanismo de precognición. Sin embargo, generalmente se sostiene que tal "rareza cuántica", incluso si se demostrara que existe, no puede transportar información a un nivel macroscópico.

### Explicaciones alternativas
Se han propuesto varios procesos psicológicos conocidos para explicar experiencias de aparente precognición. Éstos incluyen:
- Déjà vu o paramnesia identificativa, donde las personas evocan un falso recuerdo de una visión que ocurrió antes del evento real.
- Percepción inconsciente, en la que las personas infieren inconscientemente, a partir de datos que han aprendido de manera inconsciente, que un evento determinado probablemente sucederá en un contexto determinado. Cuando ocurre el evento, el conocimiento anterior parece haber sido adquirido sin la ayuda de canales de información reconocidos.
- Profecía autocumplida y promulgación inconsciente, donde las personas inconscientemente provocan eventos que previamente habían imaginado.
- Sesgos de memoria, donde las personas distorsionan selectivamente experiencias pasadas para que coincidan con eventos posteriores.[17] En un experimento, se pidió a los sujetos que escribieran sus sueños en un diario. Esto impidió el efecto de memoria selectiva y los sueños ya no parecían precisos sobre el futuro.[40]
- Coincidencias, donde casos aparentes de precognición de hecho surgen de la ley de los grandes números.[41][42]
- Modernización, que implica la adaptación a posteriori de un evento para que encaje con una predicción anterior imprecisa. La modernización proporciona una explicación de la supuesta precisión de la vagas predicciones de Nostradamus. Por ejemplo, el cuarteto I: 60 dice "Un gobernante nacido cerca de Italia... Es menos un príncipe que un carnicero". Se puede interpretar que la frase "cerca de Italia" cubre un rango geográfico muy amplio, y Nostradamus no proporciona detalles sobre la época en que vivirá este gobernante. Debido a esta vaguedad y a la flexibilidad de la adaptación, algunos han interpretado esta cuarteta como una referencia a Napoleón, pero otros como una referencia al emperador del Sacro Imperio Romano Germánico Fernando II, y otros más como una referencia a Hitler.[43]

## Impacto cultural

### Creencia popular
En ocasiones, las premoniciones han afectado el curso de importantes acontecimientos históricos. Actividades relacionadas, como la profecía y la adivinación, se han practicado a lo largo de la historia y siguen siendo populares hoy en día.
A pesar de la falta de evidencia científica, muchas personas creen en la precognición. Una encuesta de 1978 encontró que el 37% de los estadounidenses encuestados creían en el fenómeno.  Se han realizado algunos estudios sobre las razones psicológicas de tal creencia. Uno de estos estudios sugirió que aquellos que sienten que tienen poco control de su entorno tienen una mayor creencia en la precognición, y la creencia puede actuar como un mecanismo de afrontamiento psicológico.